# Jauja (distrito)
O distrito de Jauja Peru é um dos trinta e quatro distritos que compõem a província de Jauja, localizado no departamento de Junin, um membro da região Junin, Peru.
A sua criação remonta ao tempo da independência do Peru e do seu território estende do centro da cidade de Jauja que foi a primeira capital do Peru, fundado por Francisco Pizarro.
Tem uma área de 10,10 quilômetros quadrados e uma população de cerca de 22.000 habitantes.

## Transporte
O distrito de Jauja é servido pela seguinte rodovia:
- PE-3SA, que liga a cidade ao distrito de Tarma
- PE-3SB, que liga a cidade ao distrito de Sicaya
- JU-103, que liga o distrito de Palca à cidade
- PE-3S, que liga o distrito de La Oroya à Ponte Desaguadero (Fronteira Bolívia-Peru) - e a rodovia boliviana Ruta 1 - no distrito de Desaguadero (Região de Puno) [2][3][4]